# María de Villota
María de Villota, född 13 januari 1980 i Madrid, död 11 oktober 2013 i Sevilla i Spanien, var en spansk racerförare. Hon började köra i spanska billopp 2001. 2010 och 2011 körde hon Superleague Formula med det spanska laget Atletico Madrid. Hon körde en Panoz DP09B.Hon utsågs till formel 1-stallet Marussia F1 Teams testförare 2012. Den 3 juli 2012 vid Duxford Aerodrome testkörde de Villota Marussiabilen för första gången. Medan hon körde bilen till mekanikerna krockade hon med en lastbil och ådrog sig allvarliga skador, varpå hon förlorade ett öga. Efter olyckan uppgav de Villota att hon ville fortfarande syssla med formel 1 och motorsport. I februari året därpå fick hon klartecken att återuppta bilkörning. Hon avled i oktober 2013 till följd av neurologiska skador hon fick i krocken 2012.